# Ruud Lubbers
Rudolphus Franciscus Marie "Ruud" Lubbers, född 7 maj 1939 i Rotterdam, död 14 februari 2018 i Rotterdam, var en nederländsk politiker från det konservativa partiet Kristdemokratisk appell.
Lubbers var ekonomiminister 1973–1977 och premiärminister 1982–94. Han är därmed den premiärminister som tjänstgjort längst tid på denna post i Nederländerna. Hans politik kännetecknades av marknadsliberala lösningar och han ansågs politiskt stå Margaret Thatcher nära.
I januari 2001 efterträdde Lubbers Sadako Ogata som FN:s flyktingkommissarie och chef för FN:s flyktingsekretariat (UNHCR). Han tvingades avgå i februari 2005 på grund av anklagelser om sexuella trakasserier.